# Діер-Крік (округ Тейлор, Вісконсин)
Діер-Крік (англ. Deer Creek) — місто (англ. town) в США, в окрузі Тейлор штату Вісконсин. Населення — 677 осіб (2020).

## Демографія
Згідно з переписом 2010 року, у місті мешкало 768 осіб у 267 домогосподарствах у складі 213 родин. Було 282 помешкання
Расовий склад населення:
| - 97,0 % — білих - 0,3 % — вихідців з тихоокеанських островів - 0,1 % — чорних або афроамериканців - 2,5 % — осіб інших рас |

До двох чи більше рас належало 0,1 %. Частка іспаномовних становила 2,5 % від усіх жителів.
За віковим діапазоном населення розподілялося таким чином: 28,1 % — особи молодші 18 років, 60,7 % — особи у віці 18—64 років, 11,2 % — особи у віці 65 років та старші. Медіана віку мешканця становила 36,4 року. На 100 осіб жіночої статі у місті припадало 103,2 чоловіків; на 100 жінок у віці від 18 років та старших — 103,7 чоловіків також старших 18 років.
Середній дохід на одне домашнє господарство становив 65 759 доларів США (медіана — 57 083), а середній дохід на одну сім'ю — 75 097 доларів (медіана — 63 750). Медіана доходів становила 40 568 доларів для чоловіків та 32 000 доларів для жінок. За межею бідності перебувало 9,8 % осіб, у тому числі 10,4 % дітей у віці до 18 років та 10,5 % осіб у віці 65 років та старших.
Цивільне працевлаштоване населення становило 380 осіб. Основні галузі зайнятості: виробництво — 28,7 %, сільське господарство, лісництво, риболовля — 18,7 %, освіта, охорона здоров'я та соціальна допомога — 12,1 %, транспорт — 8,2 %.